# Владислав Богичевич
Владислав Богичевич (сербохорв. Vladislav Bogićević, серб. Владислав Богићевић, нар. 7 листопада 1950, Белград) — югославський футболіст, що грав на позиції півзахисника. По завершенні ігрової кар'єри — тренер.
Виступав, зокрема, за клуби «Црвена Звезда» та «Нью-Йорк Космос», а також національну збірну Югославії, з якою був учасником чемпіонату світу та Європи.

## Клубна кар'єра
Народився 7 листопада 1950 року в місті Белград. Вихованець футбольної школи клубу «Црвена Звезда». Для отримання ігрової практики сезон 1969/70 провів у «Мариборі», де і дебютував на дорослому рівні, взявши участь у 34 матчах чемпіонату, після чого повернувся до белградського гранда.
За «Црвену Звезду» Богичевич провів 395 ігор і забив 42 голи в усіх турнірах, створивши яскравий дует із Владимиром Петровичем. Зі «Звездою» вони виграли два титули чемпіона Югославії у сезонах 1972/73 та 1976/77 та один національний Кубок у 1977 році. Завдяки своїй впевненій грі за «армійців» Богичевич зацікавив кілька європейських клубів. Предметний інтерес до півзахисника мав «Аякс», який на той момент продовжував пошуки заміни Йогану Нескенсу. Зацікавлені в послугах югослава був ПСЖ, «Реал Мадрид» і «Баварія». Однак суворі спортивні правила комуністичної Югославії, які зазначали, що жоден гравець не може переїхати за кордон до початку календарного року, в якому йому виповнюється 28 років, перешкоджали здійсненню трансферу.
Лише у січні 1978 року, коли умови правил були виконані, Владислав отримав шанс покинути Югославію, і перейшов до легендарної американської команди «Нью-Йорк Космос» з Північноамериканської футбольної ліги, на той момент вищого дивізіону США, виступаючи з такими світовими зірками як Карлос Альберто, Франц Бекенбауер, Джорджо Кіналья, Йоган Нескенс та інші. Богі, як прозвали Богичевича у Америці, став диригентом в центрі поля, який міг як контролювати м'яч, так і починати гольові атаки команди. Уже в своєму першому сезоні за нову команду Владислав показав свою майстерність, віддавши 17 результативних передач і забивши 10 голів.
Загалом за сім років проведених в «Космосі» Владислав Богичевич 5 разів входив в команду Всіх зірок, а також відразу побив рекорд Пеле за кількістю результативних передач у команді. В цілому за роки, проведені в NASL, Богі віддав 143 асисти і забив 31 м'ячі в 203-х іграх, а в 1982 році він був визнаний найкращим півзахисником року в Північноамериканській футбольній лізі, в якій у 1978, 1980 і 1982 роках ставав з командою чемпіоном.
У 1984 році Північноамериканська футбольна ліга припинила своє існування, після чого Богичевич вирішив не повертатись на батьківщину, а завершив кар'єру і залишився у США. 14 жовтня 2002 року Блекі був включений до Зали слави американського футболу, ставши першим сербом, що отримав цю нагороду.

## Виступи за збірну
Богичевич провів вісім ігор у складі юнацької і чотири за молодіжну збірну Югославії.
9 травня 1971 року дебютував в офіційних матчах у складі національної збірної Югославії у відбірковій грі до чемпіонату Європи 1972 року проти збірної НДР, що завершилась з рахунком 2:1.
У складі збірної був учасником чемпіонату світу 1974 року у ФРН, на якому зіграв у п'яти іграх і забив один гол у матчі проти збірної Заїру (9:0). Згодом він з командою поїхав і на домашній чемпіонат Європи 1976 року, де югослави посіли останнє 4-те місце, але на поле вже не виходив.
Свій останній виступ за збірну Богичевич провів у товариському матчі проти збірної Угорщини 5 жовтня 1977 року, той матч завершився поразкою югославів з рахунком 3:4. Загалом протягом кар'єри у національній команді, яка тривала 7 років, провів у її формі 23 матчі, забивши 2 голи.

## Кар'єра тренера
По завершенні ігрової кар'єри займався різними видами діяльності: спочатку він працював у КОНКАКАФ для просування футболу в США, потім відкрив італійський ресторан, а згодом зайнявся продажем нерухомості.
У липні 1995 року він очолив клуб «Нью-Йорк Сентаурс» з А-ліги, фактично вищого дивізіону країни на той час, але команда фінішувала останньою.
2000 року увійшов до тренерського штабу Ілії Петковича у збірній СР Югославія і залишився на посаді навіть коли Петкович подав у відставку в 2001 році. У грудні того ж року він заявив, що зацікавлений отримати посаду головного тренера, але тодішній президент Сербської футбольної асоціації Драган Стойкович фактично він відхилив кандидатуру Владислава, аргументуючи тим, що Богичевич мав занадто малий досвід тренера (що, однак, не завадило йому призначити через кілька днів Деяна Савичевича, який взагалі не мав попереднього тренерського досвіду). Коли влітку 2002 року термін його контракту з федерацією закінчився, Богичевич не бажав продовжувати його і покинув національну збірну.
Згодом Богичевич недовго очолював португальський «Белененсеш» і пізніше повернувся до США. Там у 2010 році він тренував команду «Вайт Іглз» з Патерсона, штат Нью-Джерсі, команду, яка виступала у футбольній лізі Північного Джерсі. У 2012 році він приєднався до штабу жіночого футбольного клубу коледжу Наяк (NCAA Division II), обійнявши посаду асистента і технічного радника головного тренера Семюеля Одуро.

## Досягнення

### Командні
«Црвена Звезда»
- Чемпіон Югославії (2): 1973, 1977
- Срібний призер чемпіонату Югославії (2): 1972, 1978
- Бронзовий призер чемпіонату Югославії (2): 1974, 1975
- Володар Кубка Югославії: 1971

 «Нью-Йорк Космос»
- Чемпіон NASL (3): 1978, 1980, 1982
- Срібний призер чемпіонату NASL: 1981

### Особисті
- Член Зали слави футболу США.
- Номінант на Золотий м'яч: 1973